# 澳門巴士28A路線
澳門巴士28A路線是由澳巴經營，往返外港碼頭及柯維納馬路的巴士路線。

## 簡介及歷史
- 1989年2月18日，本線投入服務，由新福利營運，往返外港碼頭至巴波沙總督前地，當時運作模式是「揚手即停」，派車5輛，班距為12分鐘。

- 2005年4月8日，為配合嘉樂庇總督大橋進行維修和亞馬喇前地改造工程，本線改道行駛，往氹仔方向取消行經亞馬喇前地，由殷皇子大馬路友誼廣場巴士站取代中銀巴士站上落客；往港澳碼頭方向取消行經亞馬喇前地的中國銀行站及殷皇子大馬路巴士站。[1]
  - 澳門往氹仔：原線→殷皇子大馬路→南灣大馬路→何鴻燊博士大馬路→西灣湖景大馬路→西灣大橋→海洋花園大馬路→史伯泰海軍將軍馬路→原線
  - 氹仔往澳門：原線→史伯泰海軍將軍馬路→海洋花園大馬路→西灣大橋→西灣湖景大馬路→何鴻燊博士大馬路→西灣街→南灣大馬路→原線

- 2005年10月5日，嘉樂庇總督大橋恢復有限度通車，本線恢復原線行駛。[2]

- 2011年8月1日，本線改由維澳蓮運經營。

- 2014年3月15日，配合巴士站分流，本線取消停靠「氹仔花城」站。[3]

- 2014年7月1日，本線改由新時代經營。

- 2016年6月25日，因配合輕軌高架橋吊裝工作，取消停靠「黑橋／地堡街」、「澳門運動場」站，改停靠「基馬拉斯／濠景」站。

- 2016年9月24日：[4]
  - 「孫逸仙馬路／三家村」站與「泉亮花園」站合併，並分別命名為「泉亮花園」和「泉裕豪庭」，改停靠「泉裕豪庭」站；
  - 「亞利雅架前地」站與「寶龍花園」站合併，並命名為「百利寶花園」站。

- 2016年10月9日，配合氹仔運動場圓形地及周邊道路恢復，恢復停靠「黑橋／地堡街」、「澳門運動場」站。[5]

- 2017年6月1日，調整例假日班距，由尖峰10-12分鐘、離峰12-15分鐘，改為尖峰12-15分鐘、離峰15-18分鐘。[6]

- 2018年8月1日，本線改由澳巴經營。

- 2019年7月27日起，多個巴士站開始改名：
  - “旅遊活動中心”站改名為“金蓮花廣場”；
  - “十月一日前地”站改名為“十月一號前地”。

- 2019年12月28日起，配合輕軌氹仔線投入服務，新增停靠「柯維納馬路」站，並以本站為循環點。[7]往氹仔的頭牌亦由「氹仔」改名為「柯維納馬路」。

- 2020年4月18日，亞馬喇前地整治土建工程完工，取消停靠「葡京酒店」站。

- 2021年11月8日至2022年5月21日，因工程關係，暫不停靠「泉悅花園」站、「嘉模泳池」站、「氹仔官也街」站，臨時停靠「奧林匹克大馬路」站，以及位於「黑橋／地堡街」站的附近臨時站。

- 2022年5月28日起，「理工學院」站更名為「澳門理工大學」；「廈門街／理工」站更名為「廈門街／澳門理工大學」。[8]

- 2022年6月20日至25日，因應北京街鋪路工程，暫不停靠“北京街／假日酒店”。[9]

- 2022年6月23日至12月31日，因應羅理基博士大馬路行人天橋優化工程，本線臨時不停靠“治安警察局”。[10]

- 2022年6月25日至27日，因應高美士街鋪路工程，暫不停靠“金蓮花廣場”、“廈門街／澳門理工大學”，並改停靠“羅理基／馬六甲街”。[9]

- 2022年7月11日至17日，因實施「全澳相對靜止管理」措施，本線暫停營運。[11]

- 2022年7月18日至22日，因宣佈延長“相對靜止管理”措施，本線維持上述措施。[12]

- 2022年7月23日起，因“相對靜止管理”結束，本線恢復營運。[13]

## 本線特色
- 本線是澳門唯一一條以外港碼頭為起點，途經新口岸區往返氹仔市區的巴士路線。
- 本線在新福利營運時期中，由外港碼頭開出的尾班車時間為23:50，為當時所有澳氹日間巴士路線中最晚開出前往氹仔的路線。現在則被AP1路線取代，其尾班車開出時間為01:20，本線尾班車開出時間只是00:10。

## 使用車輛

### 新福利時期

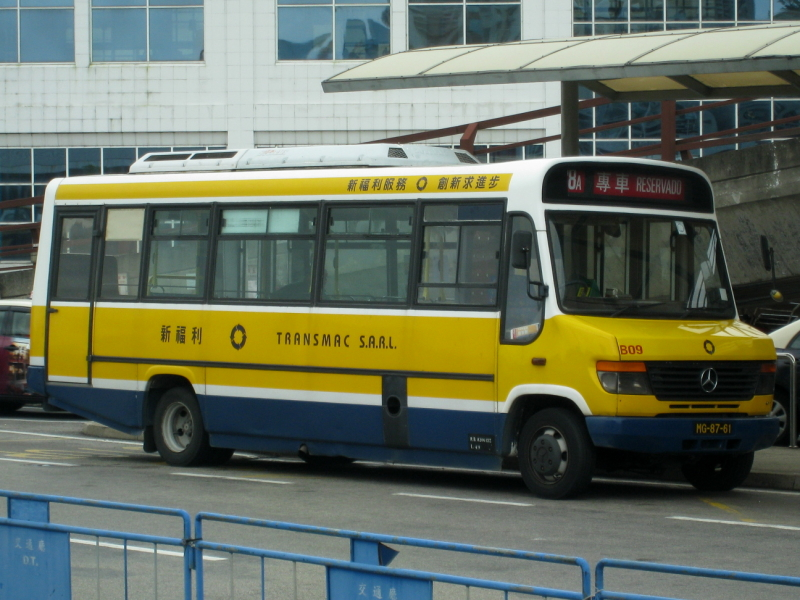
奔馳Vario O814

- 2005年前：三菱Rosa單門
- 2005年至2010年：三菱Rosa雙門／Benz O814
- 2010至2011年：蘇州金龍9.2米巴士／三菱Rosa雙門
- 特見：9.8米Dennis Dart 巴士／三菱Fuso大巴

### 維澳蓮運時期
- 宇通ZK6902HG

### 新時代時期

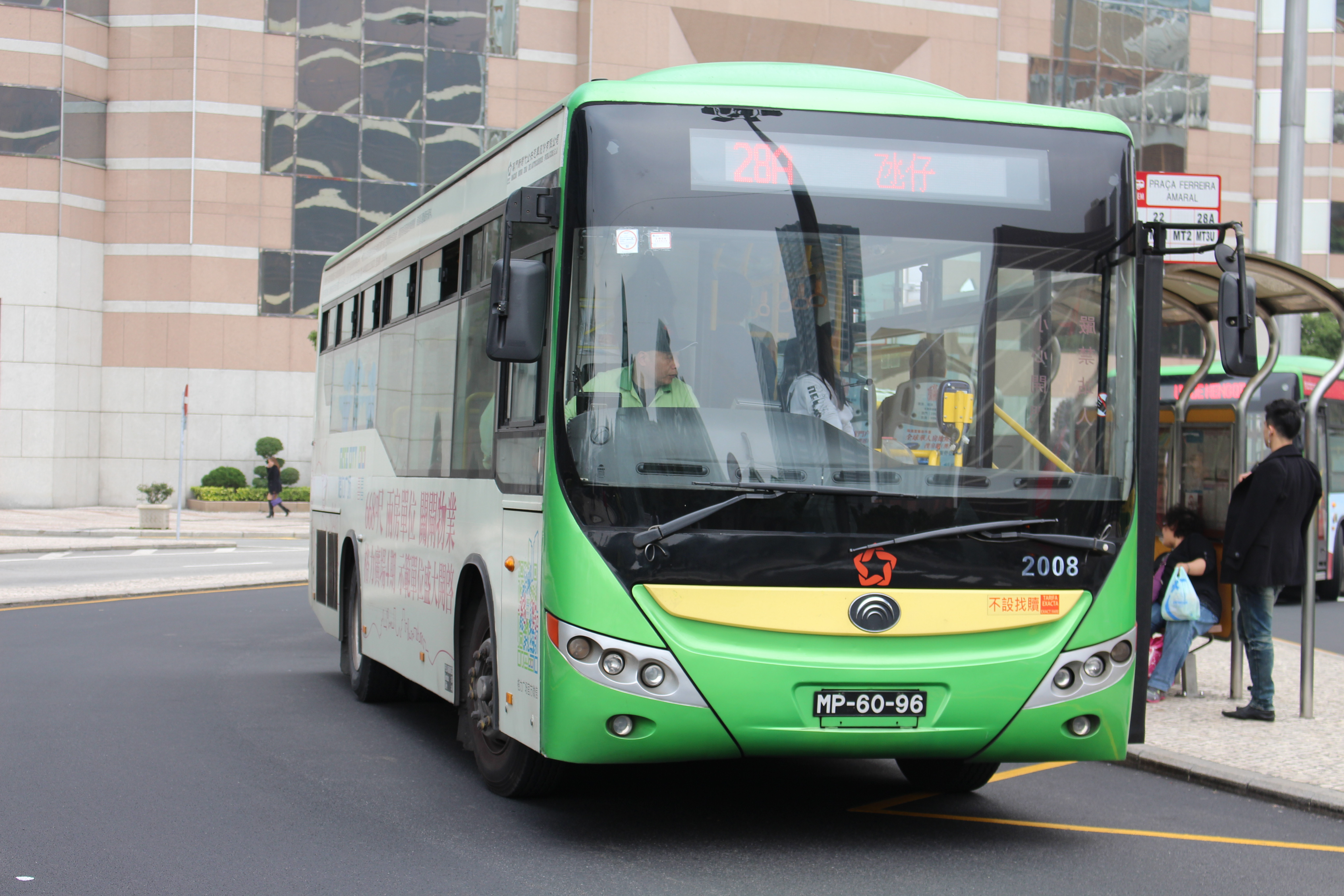
宇通ZK6902HG
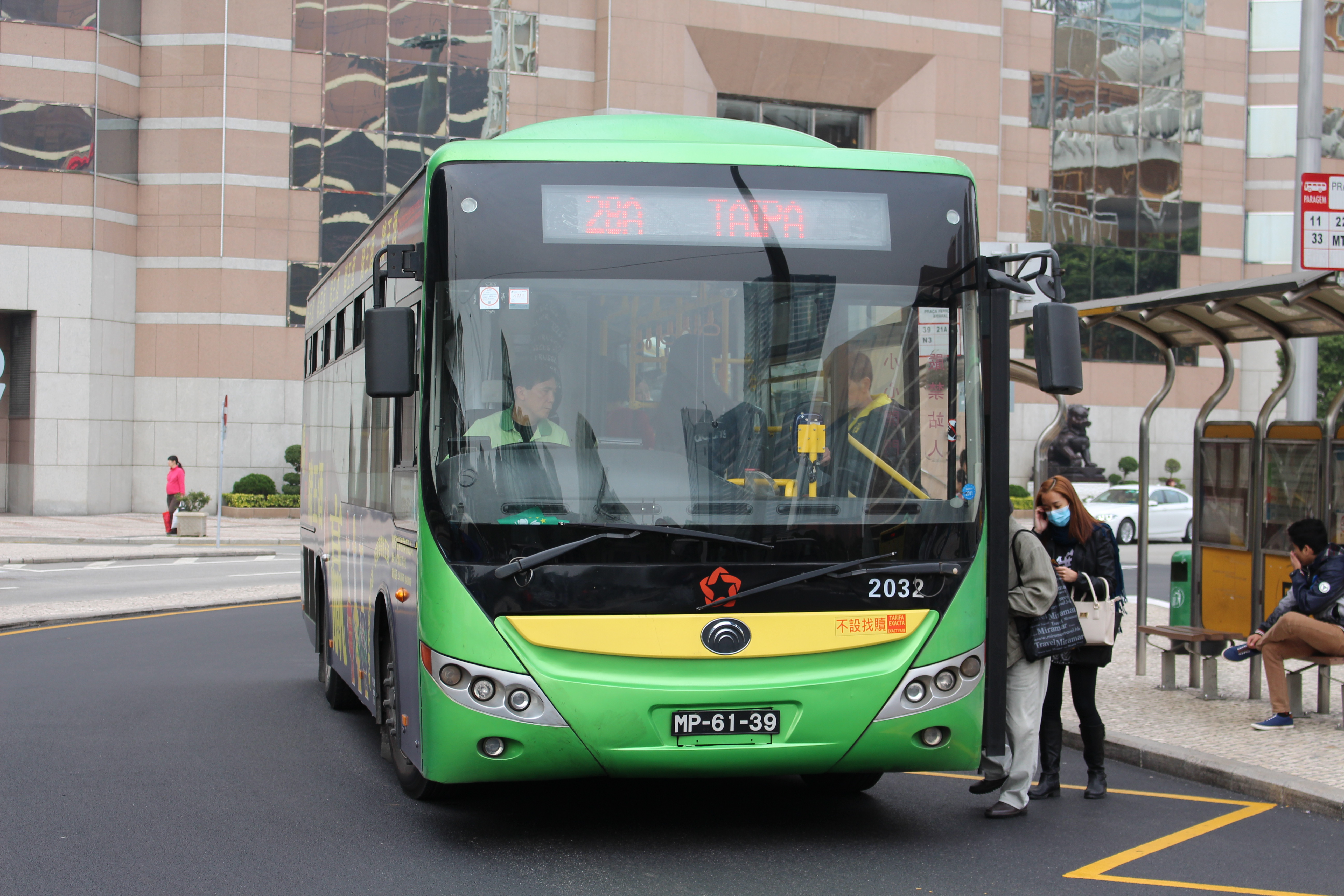
宇通ZK6902HG
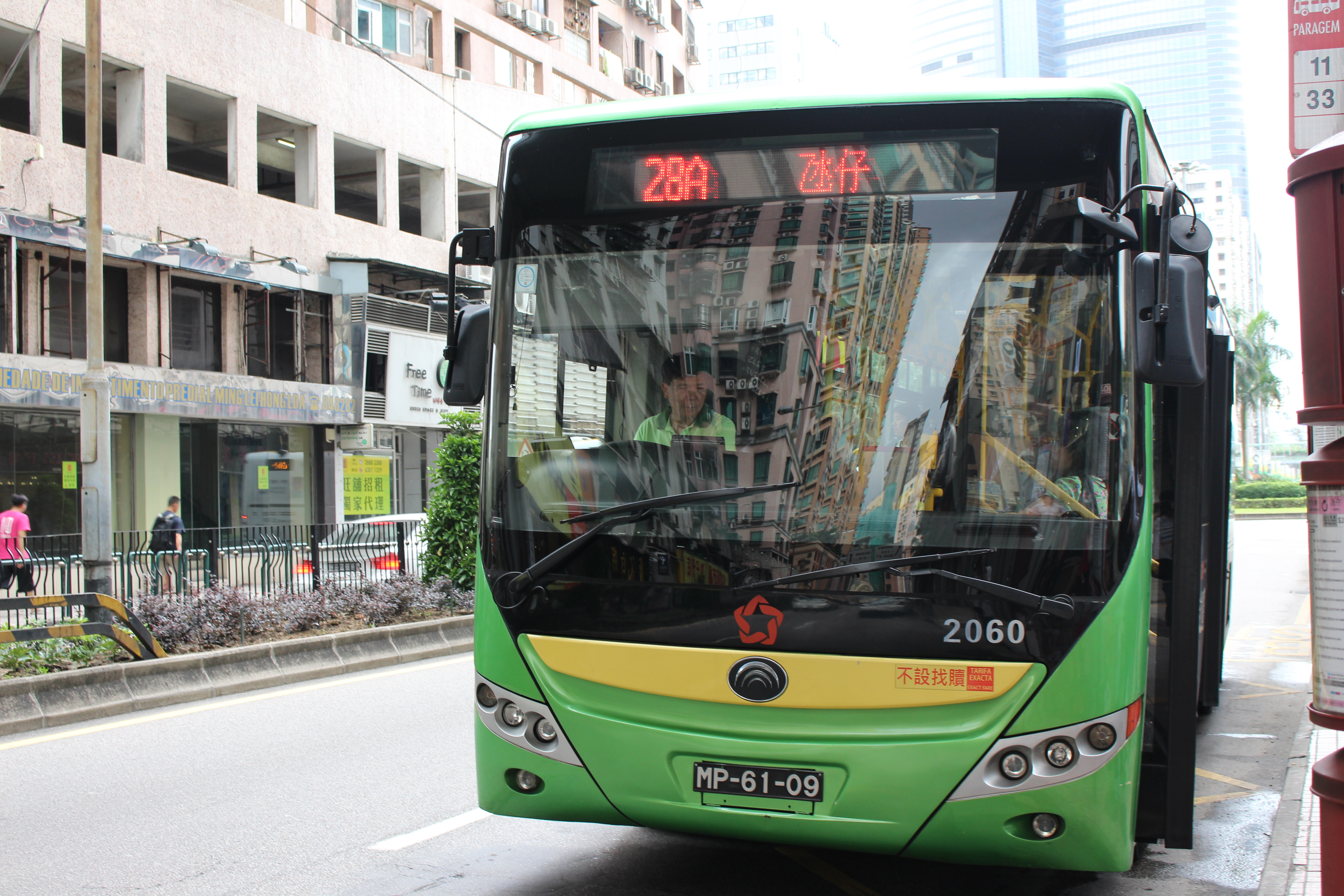
宇通ZK6902HG
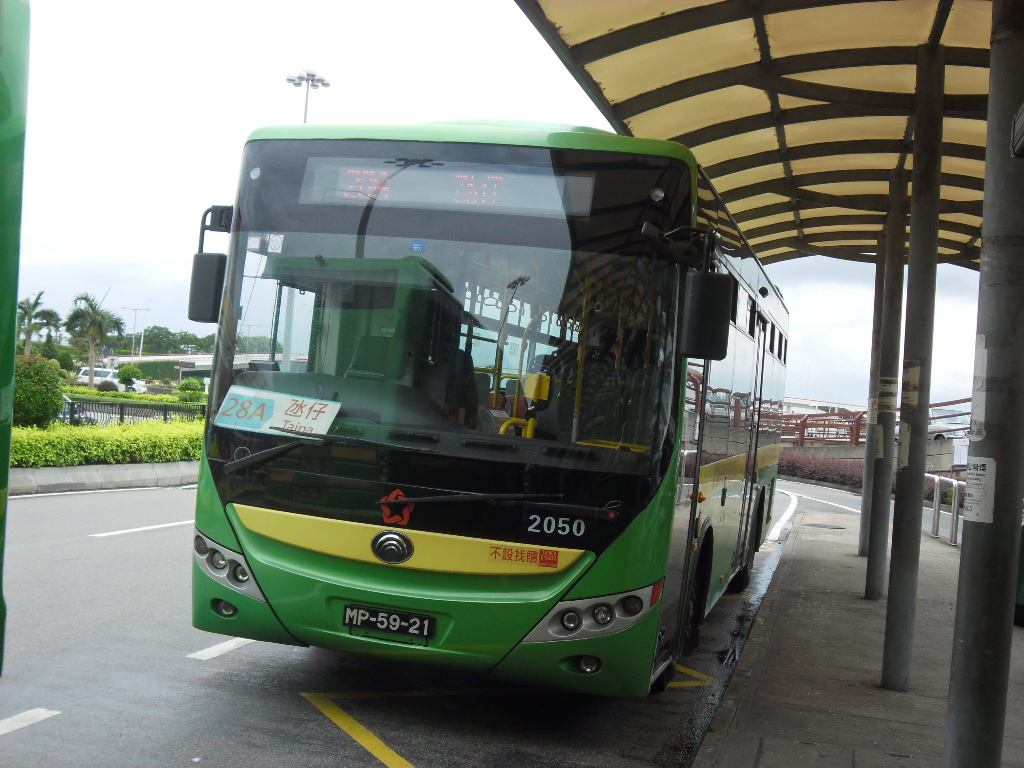
宇通ZK6902HG

### 澳巴時期
2021年1月前：

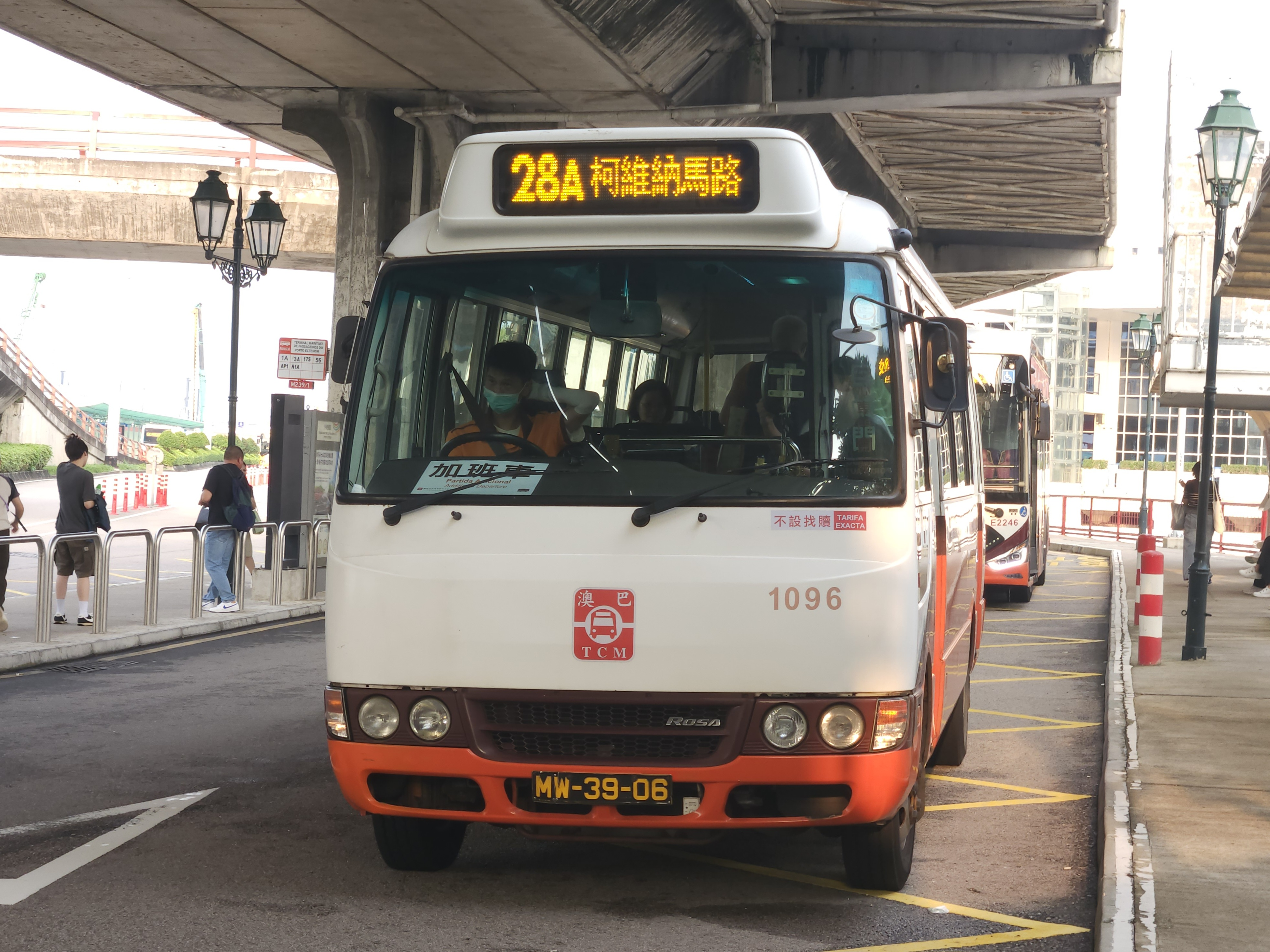
三菱Rosa
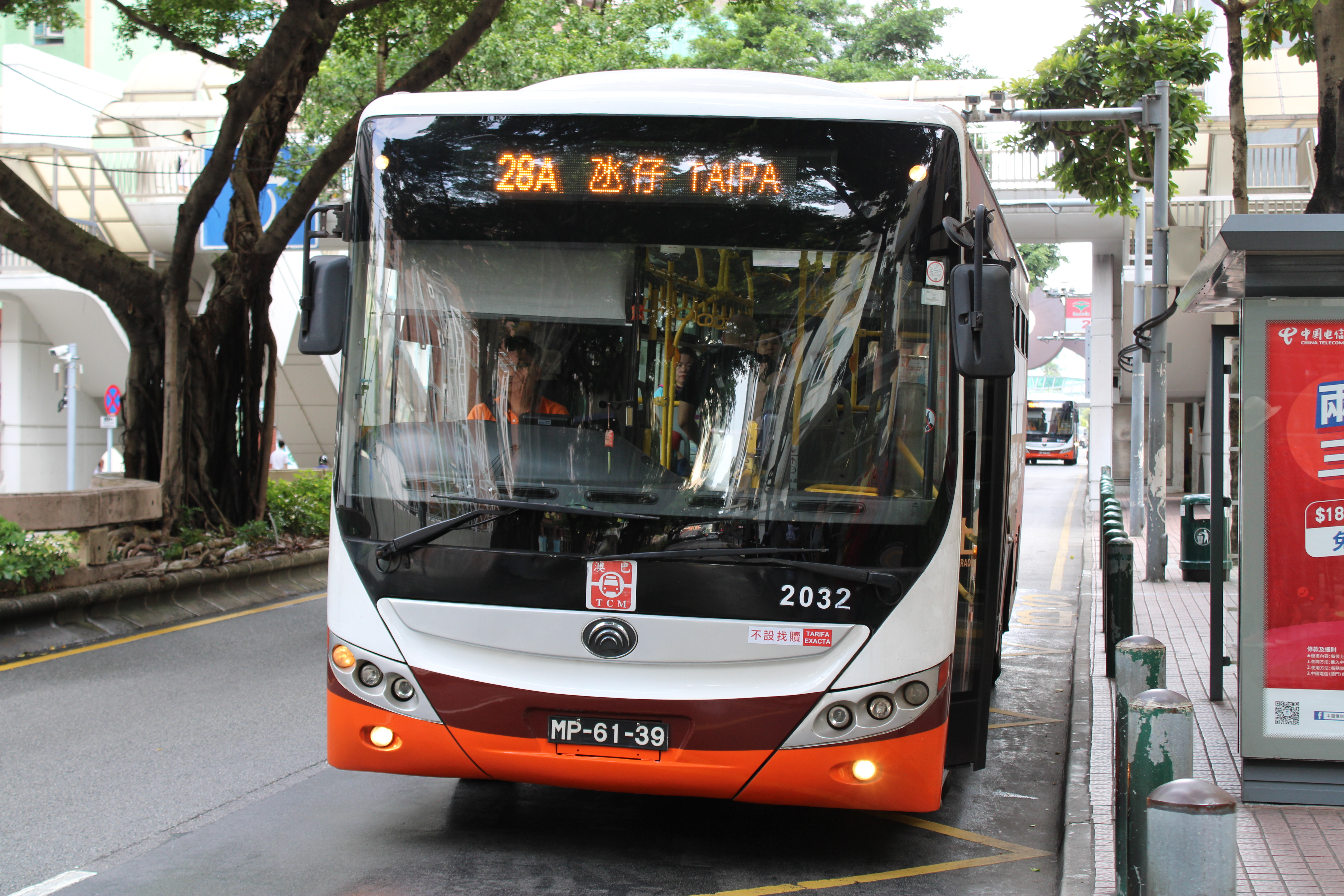
宇通ZK6902HG
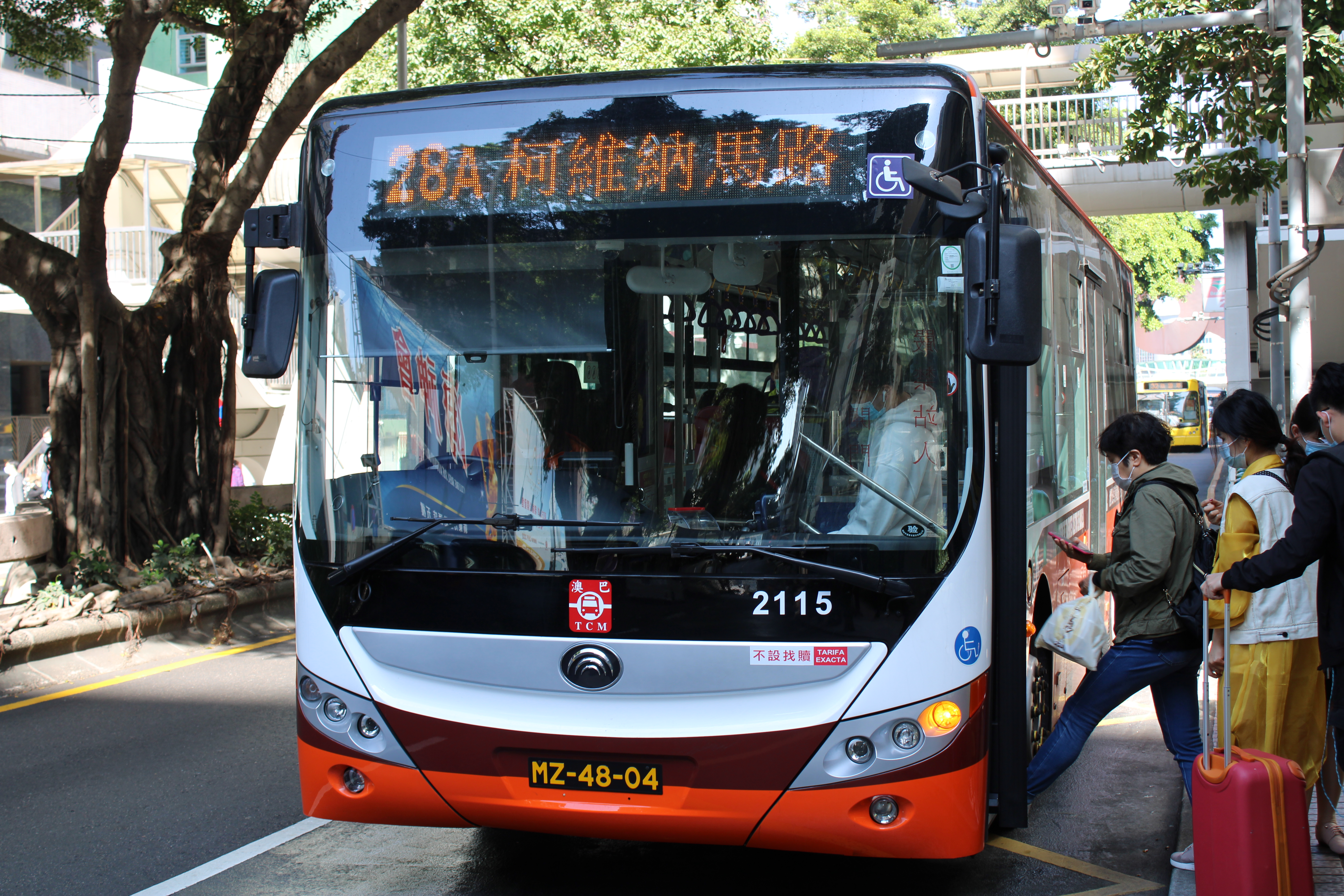
宇通ZK6986HG
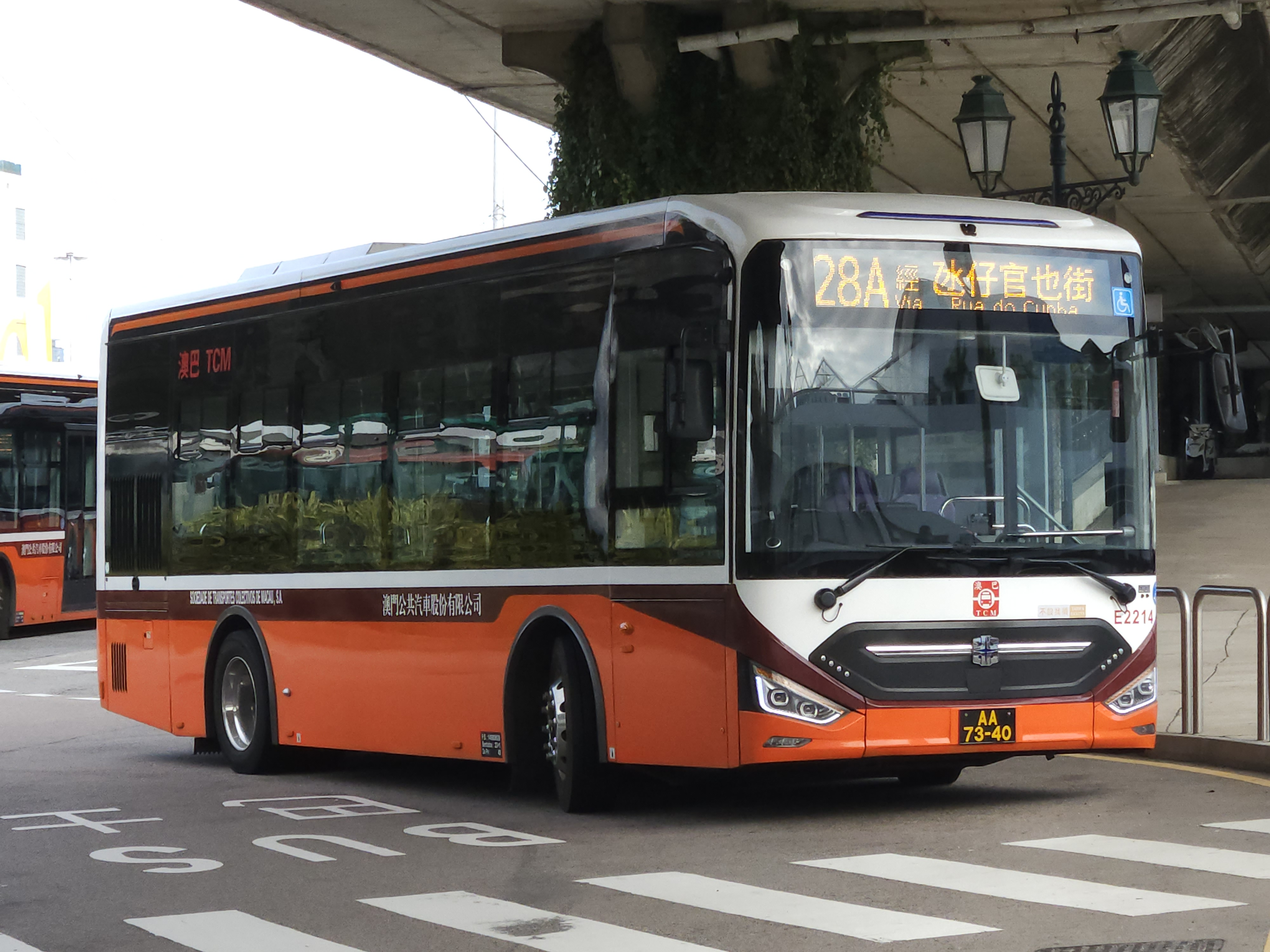
中通LCK6980SHEVG
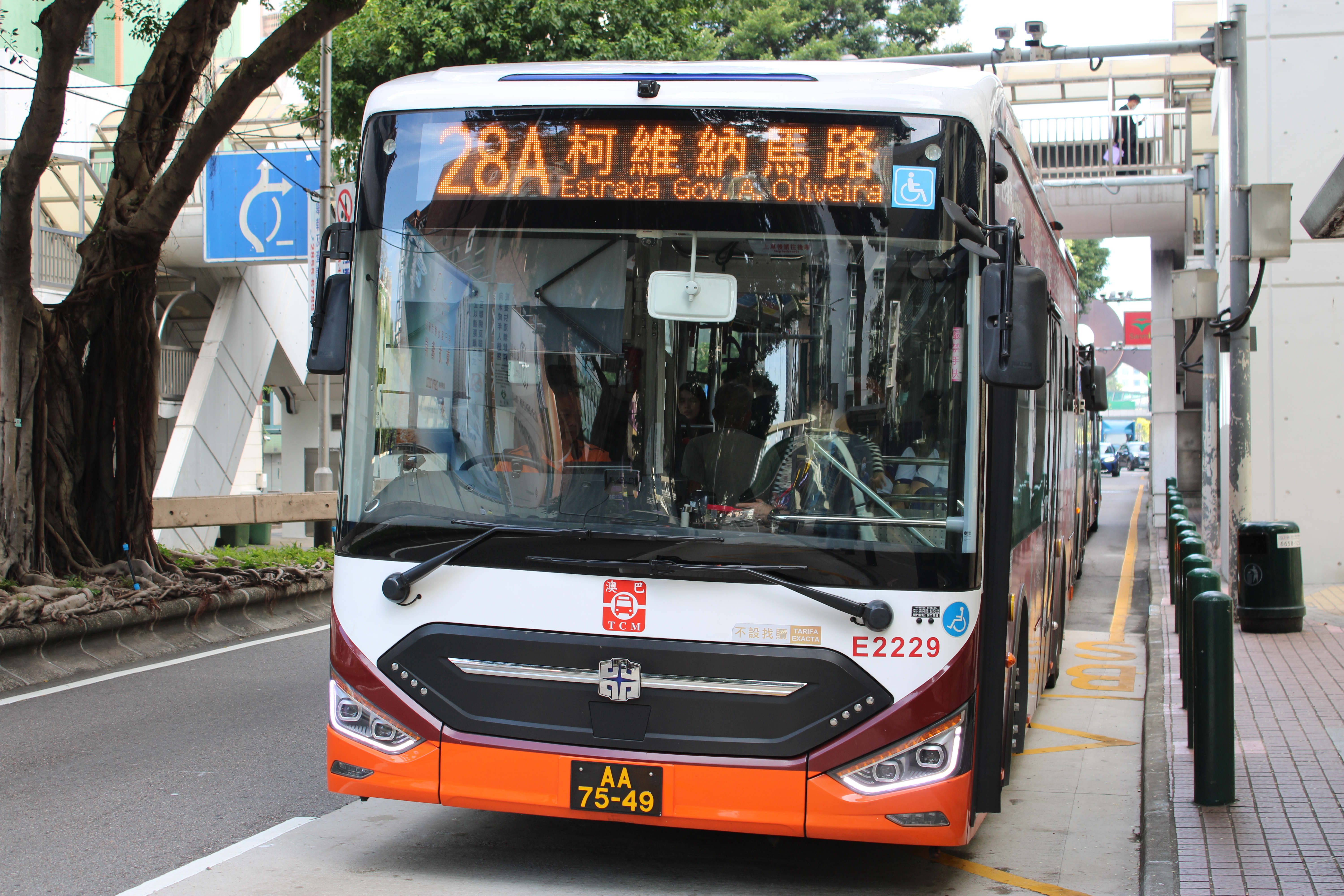
中通LCK6980SHEVG
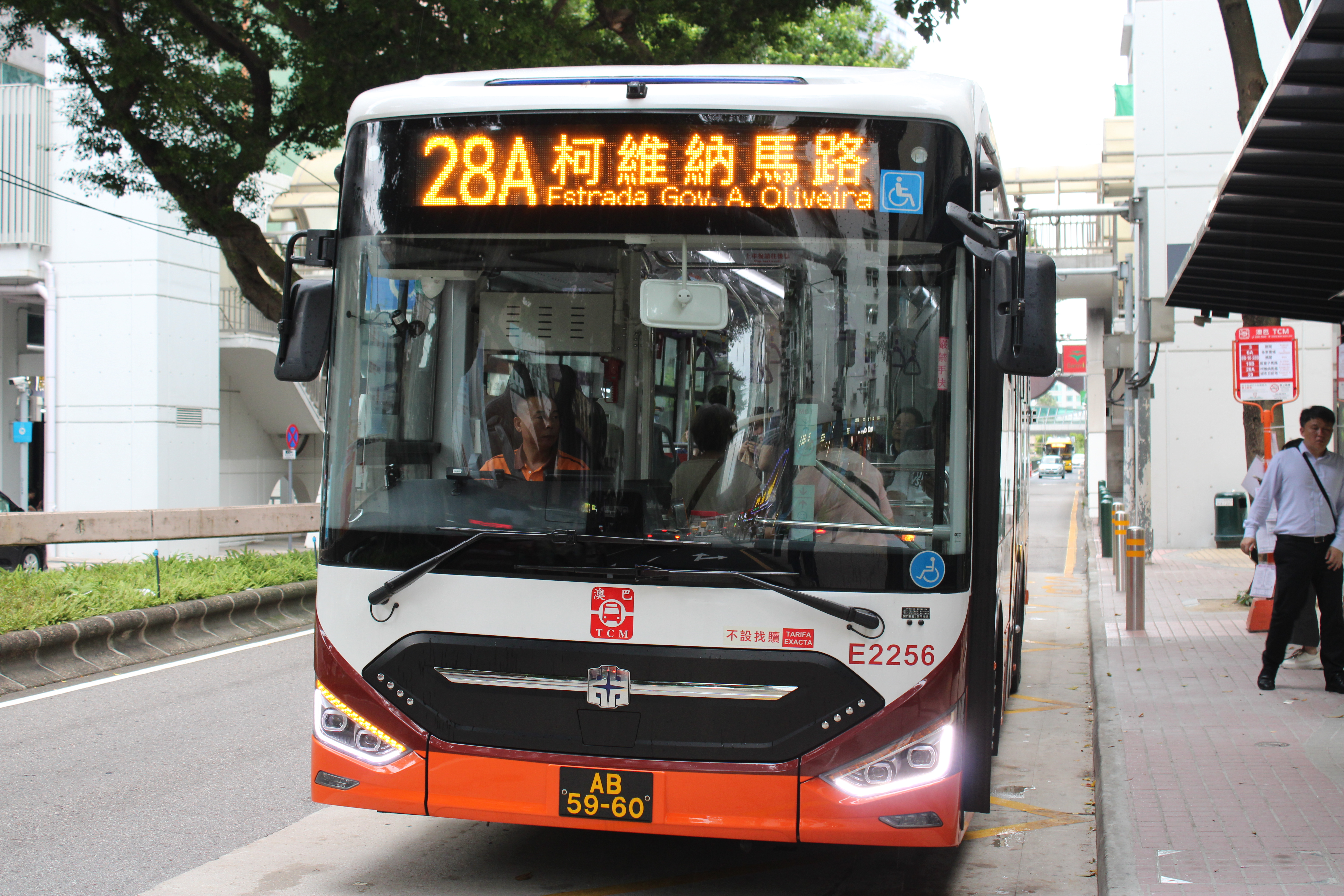
中通LCK6980SHEVG

2021年1月起：
- 宇通ZK6902HG
- 宇通ZK6986HG

2022年3月23日起：
- 中通LCK6980SHEVG
- 宇通ZK6986HG
- 宇通ZK6902HG

2022年4月24日起：
- 中通LCK6980SHEVG

2022年4月27日起：
- 中通LCK6980SHEVG
- 宇通ZK6902HG

2022年4月30日起：
- 中通LCK6980SHEVG

2022年5月2日起：
- 中通LCK6980SHEVG
- 宇通ZK6902HG
- 宇通ZK6986HG

2022年5月14日起：
- 中通LCK6980SHEVG

### 特別派車
- 2024年9月28日至2025年2月6日，不定時派出三菱Rosa行駛本線作加班車。

## 電牌
| 往氹仔方向       | 往氹仔方向                 | 往氹仔方向 |
| 日期             | 頭牌                       | 圖例       |
| ---------------- | -------------------------- | ---------- |
| 2019年12月28日前 | 氹仔                       |            |
| 2017年8月23日起  | 柯維納馬路                 |            |
| 2022年6月19日起  | 輕軌馬會站 （轉頁顯示）    |            |
| 2023年6月10日起  | 經 氹仔官也街 （轉頁顯示） |            |
| 往澳門方向       |                            |            |
| 日期             | 頭牌                       | 圖例       |
| 2011年8月1日前   | 港澳碼頭                   |            |
| 2011年8月1日起   | 外港碼頭                   |            |
| 大賽車期間       | 綜藝館                     |            |

## 路線資料

### 收費
| 收費類別     | 收費類別                      | 收費類別             | 費用 |
| ------------ | ----------------------------- | -------------------- | ---- |
| 現金         | 現金                          | 現金                 | $6.0 |
| 境外支付工具 | 支付寶（內地及香港）          | 支付寶（內地及香港） | $6.0 |
| 境外支付工具 | 雲閃付 非綁定澳門銀聯卡       |                      | $6.0 |
| 境外支付工具 | 微信支付（內地及香港）        |                      | $6.0 |
| 境外支付工具 | 交通聯合 非澳門發行的全國通卡 |                      | $6.0 |
| 境內支付工具 | 澳門通                        | 全民卡               | $3.0 |
| 境內支付工具 | 澳門通                        | 學生卡               | $1.5 |
| 境內支付工具 | 澳門通                        | 長者卡               | 免費 |
| 境內支付工具 | 澳門通                        | 殘疾卡               | 免費 |
| 境內支付工具 | 聚易用＋                      | 聚易用＋             | $3.0 |

### 服務時間及班距
| 服務時間                      | 服務時間 | 星期一至五  | 例假日 （含公眾假期） |
| ----------------------------- | -------- | ----------- | --------------------- |
| 外港碼頭                      | 外港碼頭 | 06:30-00:10 | 06:30-00:10           |
| 班距                          | 尖峰     | 10-15分鐘   | 12-16分鐘             |
| 班距                          | 離峰     | 15-20分鐘   | 15-20分鐘             |
| 懸掛8號風球後30分鐘開出尾班車 |          |             |                       |

### 路線停站
| 28A  | 外港碼頭 ↺ 柯維納馬路 | 外港碼頭 ↺ 柯維納馬路  | 外港碼頭 ↺ 柯維納馬路 |
| 序號 | 循環線                | 循環線                 | 循環線                |
| 序號 | 站號                  | 站名                   | 輕軌站／出入境口岸    |
| 1    | M239/4                | 外港碼頭               | 外港客運碼頭          |
| 2    | M254/1                | 友誼馬路／行車天橋     |                       |
| 3    | M241                  | 金蓮花廣場             |                       |
| 4    | M71                   | 廈門街／澳門理工大學   |                       |
| 5    | M155                  | 東方拱門               |                       |
| 6    | M157/1                | 治安警察局             |                       |
| 7    | M172/11               | 亞馬喇前地             |                       |
| 8    | T403                  | 史伯泰／麗景灣         |                       |
| 9    | T304                  | 氹仔大中華廣場         |                       |
| 10   | T310/1                | 泉裕豪庭               |                       |
| 11   | T318                  | 泉悅花園               |                       |
| 12   | T319                  | 嘉模泳池               |                       |
| 13   | T320                  | 氹仔官也街             |                       |
| 14   | T321/2                | 氹仔中葡小學           | 排角站                |
| 15   | T323                  | 黑橋／地堡街           |                       |
| 16   | T324/2                | 澳門運動場             |                       |
| 17   | T326/5                | 柯維納馬路             | 馬會站                |
| 18   | T332/1                | 南新花園               | 馬會站                |
| 19   | T325/2                | 華寶花園               |                       |
| 20   | T339/2                | 花城公園               |                       |
| 21   | T311/1                | 百利寶花園             |                       |
| 22   | T308/1                | 氹仔電訊               |                       |
| 23   | T300                  | 史伯泰／盧廉若         |                       |
| 24   | T330/1                | 蘇利安圓形地           |                       |
| 25   | M172/16               | 亞馬喇前地             |                       |
| 26   | M160/2                | 十月一號前地           |                       |
| 27   | M158/2                | 北京街／假日酒店       |                       |
| 28   | M161                  | 高美士／利澳           |                       |
| 29   | M70                   | 澳門理工大學           |                       |
| 30   | M118/1                | 高美士／馬六甲街停車場 |                       |
| 31   | M239/9                | 外港碼頭               | 外港客運碼頭          |

### 賽車期間路線停站
| 28A  | 綜藝館 ↺ 柯維納馬路 | 綜藝館 ↺ 柯維納馬路    |
| 序號 | 循環線              | 循環線                 |
| 序號 | 站號                | 站名                   |
| 1    |                     | 綜藝館臨時站           |
| 2    | M71                 | 廈門街／澳門理工大學   |
| 3    | M155                | 東方拱門               |
| 4    | M157                | 治安警察局             |
| 5    | M172                | 亞馬喇前地             |
| 6    | T403                | 史伯泰／麗景灣         |
| 7    | T304                | 氹仔大中華廣場         |
| 8    | T310                | 泉裕豪庭               |
| 9    | T318                | 泉悅花園               |
| 10   | T319                | 嘉模泳池               |
| 11   | T320                | 氹仔官也街             |
| 12   | T321                | 氹仔中葡小學           |
| 13   | T323                | 黑橋／地堡街           |
| 14   | T324                | 澳門運動場             |
| 15   | T326                | 柯維納馬路             |
| 16   | T332                | 南新花園               |
| 17   | T325                | 華寶花園               |
| 18   | T339                | 花城公園               |
| 19   | T311                | 百利寶花園             |
| 20   | T308                | 氹仔電訊               |
| 21   | T300                | 史伯泰／盧廉若         |
| 22   | T330                | 蘇利安圓形地           |
| 23   | M172                | 亞馬喇前地             |
| 24   | M262                | 城市日大馬路／波爾圖街 |
| 25   | M251                | 捐血中心               |
| 26   | M161                | 高美士／利澳           |
| 27   | M70                 | 澳門理工大學           |
| 28   | M118                | 高美士／馬六甲街停車場 |
| 29   |                     | 綜藝館臨時站           |

- 粗體字為大賽車期間臨時停靠站點

## 趣事
2020年6月3日，澳巴一部行駛28A路線的巴士因電牌故障，顯示為8路線，並出現在「柯維納馬路」站。

## 圖片集

### 新福利時期
- 奔馳Vario O814

### 新時代時期
- 宇通ZK6902HG
- 宇通ZK6902HG
- 宇通ZK6902HG
- 宇通ZK6902HG

### 澳巴時期
- 三菱Rosa
- 宇通ZK6902HG
- 宇通ZK6986HG
- 中通LCK6980SHEVG
- 中通LCK6980SHEVG
- 中通LCK6980SHEVG

## 外部連結
- 澳門公共汽車股份有限公司（官方網站） （页面存档备份，存于）